# Bavorov (nádraží)
Bavorov je dopravna (někdejší železniční stanice) v severovýchodní části města Bavorov v okrese Strakonice v Jihočeském kraji nedaleko řeky Blanice. Leží na neelektrizované jednokolejné trati Číčenice – Nové Údolí.

## Historie
Dne 15. října 1893 otevřela společnost Místní dráha Vodňany–Prachatice železniční spojení své trati z Číčenic, odkud od roku 1868 procházela železnice v majetku společnosti Dráhy císaře Františka Josefa (KFJB), spojující Vídeň, České Budějovice a Plzeň, do Prachatic. Nově postavené nádraží v Bavorově vzniklo dle typizovaného stavebního vzoru. Roku 1906 se dosud úzce spolupracující společnosti Místní dráha Vodňany – Prachatice, Místní dráha Prachatice – Volary a Místní dráha Strakonice – Vimperk spojily do nové akciové společnosti Sdružené pošumavské místní dráhy. Železniční spojení bylo roku 1899 prodlouženo až do Volar.
Dne 23. října 1898 pak projekt společnosti Místní dráha Vodňany-Týn nad Vltavou propojil trať přes Číčenice s Týnem nad Vltavou.
Provoz na trati zajišťovaly od zahájení Císařsko-královské státní dráhy (kkStB), po roce 1918 Československé státní dráhy (ČSD), místní dráha byla zestátněna roku 1924.

## Popis
Nacházejí se zde dvě nekrytá jednostranná nástupiště, k příchodu k vlakům slouží přechod přes koleje.